# Stazione di Landeck-Zams
La stazione di Landeck-Zams (in lingua tedesca Bahnhof Landeck-Zams) è la stazione ferroviaria di Landeck, Austria. Serve anche la vicina località di Zams.

## Storia
La stazione venne inaugurata il 1º giugno 1883 insieme alla linea Innsbruck-Bludenz. La stazione è stata fornita come punto di partenza della linea per Malles più volte iniziato, ma mai completato.
Fino al 2006 era chiamata semplicemente Landeck.